# 576 Konzol
Az 576 Konzol egy főként konzolos videójátékokkal, de emellett még filmekkel, könyvekkel, képregényekkel, mangákkal, animékkel, zenei albumokkal és weblapokkal foglalkozó magazin volt, melyet a Comgame adott ki 1998 januárjától 2008 októberéig. Az újság volt Magyarország első és leghosszabb életű konzolos videójátékokkal foglalkozó publikációja. A Mondo magazin hasábjain is jelentek meg „576 Konzol vendégcikkek”. A szerkesztői stílusát sokan kritizálták, viszont voltak olyanok is, akik dicsérték a szerkesztői stílust.

## Története
Vajdics „Martin” Zsolt, az 576 Konzol főszerkesztője korábban az 576 KByte, a Comgame egy másik játékokkal foglalkozó magazinjánál dolgozott. Sokat jártak Ausztriába és mindig unszolta a lap tulajdonosát, hogy vegyenek konzolokat és, hogy az ezekre megjelenő játékokat is teszteljék le az újságban. Egyre több cikket írt ezekről és ezek megfelelő fogadtatásban részesültek, azonban a személyi számítógéppel rendelkező olvasók hangot emeltek ezen rovat ellen. Martin felvetette, hogy készíthetnének egy másik, kizárólag konzolos játékokkal foglalkozó magazint is. Martin terveket készített amiket be is mutatott a lap tulajdonosának; Balogh Zsoltnak. Az elfogadta a terveket két feltétellel: minden hónapban hasonlóan színvonalas lapot készít és, hogy ezeket el is tudják adni. Az első lapszám 1998 januárjában jelent meg. Kezdetben csupán az volt a céljuk, hogy egyáltalán talpon maradjanak, hogy bebizonyítsák, hogy a számítógépes magazinok mellett egy konzolos lap is fent bír maradni. Az újság végül több mint tíz évig maradt fenn, az utolsó lapszám (120.) 2008 októberében jelent meg. Helyét a megújult 576 KByte vette át, immár számítógépes játékokkal is foglalkozva a konzolosok mellett. Az 576 KByte húsz lapszám, a 2010 júniusi után megszűnt, mára már csak internetes magazinként működik tovább.
Az újság weblapját az 576.hu 2006 augusztusi megszűnése után nem sokkal indították el 576konzol.hu domain néven, amely a nyomtatott magazin kiegészítése volt olyan cikkekkel, hírekkel és színes, nem csak konzolos kérdéseket érintő fórum témákkal, amelyekkel  gondolkodásra, vitára és beszélgetésre akarták késztetni az olvasókat.
Az 576 Konzol csapata két „dokumentumfilmet” is készített; E3 2003 Los Angeles, valamint 576 Konzol 2003 / II néven. Az első a 2003-as Los Angelesben megrendezésre kerülő Electronic Entertainment Expo, az utóbbi pedig a 2003-as European Computer Trade Show, a 2003-as PlayStation Experience, valamint a 2003-as Tokyo Game Show rendezvényeket mutatta be.

## Tartalom, felépítés
Minden egyes lapszám az AKTuális rovattal indított, melyet Martin írt. Ez általában összegezte az a havi magazint. Ezt a Hírek rovat követte melyben, játékokról, eseményekről, konzolokról, kiegészítőkről szóló hírekről számolt be liquid (Somosi László). A Hírek rovat alrovata a Mazsolázó, amit később átneveztek Aprólékra. Ebben olyan hírek szerepeltek melyek nem tudtak bekerülni a hírek rovatba terjedelmük vagy tartalmuk miatt. Ezen rovatokat a korábbi lapszámokban a tesztek következtek, az újabbakban viszont A hónap témája. Ebben nem kifejezetten játékokkal, inkább a játékok világával kapcsolatos témákkal foglalkoztak. Ezt bizonyos számokban a Hardverrovat követte, melyben nevéhez hűen konzolos kiegészítőkről írták le a véleményüket. Ezután az Előétel, megkaptuk, megkóstoltuk rovat következett, amelyben szöges ellentétben a legtöbb hasonló magazinhoz nem magával a játékkal foglalkoztak, hanem az előzetes tesztverzió hibáival. A magazinban gyakran szerepelt az Anime-manga rovat is melyet Oldern (Velansits Arnold) írt. Ezt követően némely számban a Retro rovat következett, melyben régi klasszikusokat mutattak be. Ezután már az újabb lapszámoknál is a tesztek jöttek, viszont mindig a Sony platformjaira megjelenő, vagy multiplatform játékokat mutattak be először. A 2003 januári lapszámtól (57.) kezdve az egy oldal vagy annál nagyobb terjedelmű teszteknél megtalálható a „Martin beleszól” szövegdoboz, amiben a főszerkesztő mondja el a véleményét az adott játékról. Az újságok közepén egy kétoldalas poszter található, amit vagy a Kód-X rovat, vagy a fekete fehér melléklet követett. Az előbbiben csalások és végigjátszások, míg az utóbbiban az előzőeken kívül kódok, tippek, valamint bizonyos lapszámokban az Árnybíró manhva részletei találhatóak. Ezeket ismét tesztek követik, közéjük ékelve a „leltárakat”; amikben negyed vagy még kevesebb oldalon írnak a játékokról. Ezen játékokat általában már más platformon letesztelték. Az 1998 júniusi (6.) lapszám óta a tesztek után a Csevegő; a levelezőrovat következik. A magazint a Cool-Túra rovat zárja, amelyben könyvekről, képregényekről, filmekről, weblapokról, zenei albumokról, valamint az Anime-manga rovat bevezetése előtt animékről is írtak. Az újság hasábjain a brit GamesTM hatására gyakran jelentek meg egy vagy kétoldalas képernyőképek retro játékokból, sőt számos alkalommal a borítón is a retro téma dominált. Az oldalak általában 6500 karaktert tartalmaztak, ám a 2005 áprilisi (82.) lapszámban liquid javaslatára két oldal erejéig csak 5000 karakter jelent meg, majd a túlnyomórészt pozitív fogadtatásnak köszönhetően az azt követő lapszámtól már minden oldalon kevesebb betű volt látható, azonban a szeptemberi (86.) lapszámtól ismét megnövelték valamelyest a karakterek számát, míg végül a 2007 júliusi-augusztusi (107.) lapszámban 6000-re emelték azt. A magazinnak az alapításától a 2006 áprilisi (93.) lapszámig Titz Renáta volt a grafikusa és tördelője, aki több mint tizenegy év után mondott fel a Comgame Kft.-nél. Az ezt követő számtól Szalontai Attila vette át a helyét az újságnál, aki a 2007 júliusi-augusztusi összevont lapszámban véglegesítette a magazin új és egyben végső kinézetét. Az újságot alapításától a Grafit Pencil Nyomda Budapest nyomta matt borítóval, majd 2000 májusától az Offset és Játékkártya Nyomda Zrt. lakkozott külsővel.

### Pontozási rendszer
Az 576 Konzol az alapításától a 2000 decemberi számig (34.) 100-as százalékos skálán értékelte a játékokat. Ezen két év alatt csak két játék; a PlayStationre megjelent Final Fantasy VII és a Dreamcastra megjelent Shenmue kapott maximális, 100%-os értékelést. A 2001 januári számtól (35.) kezdve az újság áttért a tízes skálára, innentől kezdve jóval több; szám szerint ötvenhét játék érte el a legjobb pontszámot; a legelső ilyen a 2001 januári lapszámban (35.) bemutatott The Legend of Zelda: Majora’s Mask volt. A tízes skálán ellentétben a korábbi százalékos rendszerrel már legrosszabb; 1 ponttal is jutalmaztak játékot; legelőször a 2001 februári számban (36.) az ECW Anarchy Rulz Dreamcastos verziója kapta. A 2000 június-júliusi összevont számban egyetlen cikk erejéig, majd az augusztusiban már a teljes egész számra kiterjedően megváltoztatták a „betűszínezgetős” értékelési szempontokat (látványosság, játszhatóság, szavatosság, zenebona, hangulat), amelyeket a brit Computer and Video Games magazin inspirált. Martinnak korlátlan beleszólása volt a cikkek értékelésébe; ha nem értett egyet a cikkíró pontszámával, akkor azt általában közösen megvitatták és új értékeléssel látták el. 2002 szeptemberi (53.) lapszámban „megreformálták” az értékelést; innentől kezdve az öt pontos játékok valóban a középszerűt jelentik. Az új pontozási rendszer jelentését először a 2003 márciusi lapszámban (59.) részletezték:
- 1-2,5 pont – Csak saját felelősségre. Mi szóltunk! Nem érdemes koptatni vele a gépet.
- 3-4,5 pont – Ha éppen nem tudsz jobb dologra költeni, szerezd be, de ne várj tőle sokat.
- 5-5,5 pont – Teljesen átlagos, játszható stuff. Néhány kósza órára biztos leköt majd.
- 6-7,5 pont – Jópofa! Egy próbát mindenképpen megér. Talán még rá is kattansz?!
- 8-9,5 pont – Bátran ajánljuk, mert kellemes, finom játék. Nem fogsz csalódni benne!
- 10 pont – Kihagyhatatlan, mindenki számára kötelező, 576 Konzol favorit! Király!

## Stílus
Általában az 576 Konzolban megjelent cikkek egyharmadát, de néha felét is a tesztelő személyes történetei teszik ki. Az újság stábja egyetértett abban, hogy nem kedvelik a „száraz, ez a történet ezt kell csinálni” típusú cikkeket. Az olvasók is azt igényelték, hogy a cikkíró szője bele egy cikkbe a saját gondolatait, élményeit. Az olvasók éppen ezért kedvelték különösképpen Dzsont és Csipi M Leet, aki egy bizonyos időszakban „Az Istenek Felett Álló Csodalény”-ként írta alá a cikkeit. A magazin nagyon szókimondó volt; gyakran voltak benne láthatóak vulgáris szavak. Vega, pedig egyszerűen Micimackót és barátait „drogos bandának” nevezte. Az egyik régebbi, a Csevegő rovatot író szerkesztő; Radeon és a főszerkesztő; Martin az újság hasábjain kérdőjelezték meg egymás szexuális irányultságát.

## Kritikák
A magazin semlegességét többen is kérdőre vonták; főképp a Nintendo és a Sega konzolok tulajdonosai, ilyen tartalmú levelek gyakran jelentek meg a Csevegő hasábjain is. Ezt Martin, az újság főszerkesztője azzal magyarázta, hogy azokra a konzolokra egyszerűen kevesebb játék érkezett és ami megjelent azokat egytől egyig le is teszteltek. Csipi egy ideig „Császár”-ként, majd „Az Istenek Felett Álló Csodalény”-ként írta alá cikkeit. A számítógépes játékosok is gyakran írtak a Csevegő hasábjaira alpári módon. Az egyikük; „GYéZé” levelét be is szkennelték a magazinba.
Martin, a főszerkesztő szerint pont az egyedi hangnem tette naggyá az újságot. Szerinte az 576 Konzol hangulatához hozzátartozik az is, hogy egy játék tesztje ne csak magáról a játékról, hanem az írójáról is szóljon. Állítása szerint ebben rejlett az egyediségük, ettől tudtak mások lenni, mint a „tucatlapok”.
Az 576 Konzolt többször is kritika érte, mert „túl szakmai” volt a hangvétele, túlzottan a megszállott játékosokat célozta meg, nem pedig a „hétvégi gamereket”. Túl sok handheld gépre készült játékról írt, túl sok volt benne a japán téma, túl sok volt benne a szöveg és összességében nem volt elég „bulváros”. Több olvasó szerint is több nagyobb kép kellett volna, és fele annyi szöveg, mert a mai fiatalok nem szeretnek olvasni.